# Andy Jones
Ne doit pas être confondu avec Andy Jones (footballeur gallois).
Pour les articles homonymes, voir Jones.
Andy Jones est un acteur, scénariste, réalisateur et producteur canadien né le 15 janvier 1948 à Saint-Jean, Terre-Neuve-et-Labrador.

## Biographie
Il est le frère ainé de Cathy Jones, également actrice.

## Filmographie

### comme acteur
- 1986 : The Adventure of Faustus Bidgood : Faustus Bidgood
- 1988 : Codco (série TV) : Regular
- 1992 : Secret Nation : Premier Aylward
- 1992 : Coleslaw Warehouse
- 1992 : Buried on Sunday : 1st biker
- 1994 : Life with Billy (TV) : Blaine Allaby
- 1994 : Paint Cans : Neville Lewis
- 1996 : Kids in the Hall: Brain Candy : Monkey scientist
- 1998 : Eb & Flo
- 1998 : Extraordinary Visitor : Rick
- 1999 : Dooley Gardens (série TV) : Eddie Hawco
- 2000 : The Bingo Robbers : The Old Bastard
- 2000 : Congratulations
- 2001 : Rare Birds : Phonce
- 2002 : Cathy Jones Gets a Special (TV) : Various roles
- 2002 : Random Passage (feuilleton TV) : Mr. Armstrong
- 2002 : Pour quelques minutes de bonheur (Behind the Red Door) : Eddie
- 2004 : The Straitjacket Lottery : Boris Durban
- 2004 : Going the Distance : Portly Customer
- 2006 : Rabbittown (TV) : Dick Tickle
- 2006 : Prairie Giant: The Tommy Douglas Story (feuilleton TV) : Mackenzie King
- 2006 : Young Triffie's Been Made Away With : Pastor Wilfred Pottle

### comme scénariste
- 1986 : The Adventure of Faustus Bidgood
- 2002 : Cathy Jones Gets a Special (TV)

### comme réalisateur
- 1986 : The Adventure of Faustus Bidgood (+ producteur)